# Mühlingen
Mühlingen är en kommun och ort i Landkreis Konstanz i regionen Schwarzwald-Baar-Heuberg i Regierungsbezirk Freiburg i förbundslandet Baden-Württemberg i Tyskland.
Kommunen ingår i kommunalförbundet Stockach tillsammans med staden Stockach och kommunerna Bodman-Ludwigshafen, Eigeltingen, Hohenfels och Orsingen-Nenzingen.